# Jerebova ulica, Novo mesto
Jerebova ulica je ena od ulic v Novem mestu. Od leta 1955 se imenuje po slovenskem narodnem heroju Dušanu Jerebu. Pred tem se je ulica imenovala Gerdešičeva ulica. Ulica obsega 18 hišnih številk in poteka od sodišča do Ulice talcev.